# Cybaeodes marinae
Espèce
Cybaeodes marinae est une espèce d'araignées aranéomorphes de la famille des Liocranidae.

## Distribution
Cette espèce est endémique d'Italie. Elle se rencontre en Sicile, en Calabre et au Latium.

## Description
Le mâle décrit par  en mesure 4,2 mm et la femelle 3,8 mm.

## Publication originale
- Di Franco, 1989 : Cybaeodes marinae; nuova specie di Gnaphosidae (Arachnida, Araneae) d'Italia. Animalia 15: 25-36.